# Michail Jevstafjev

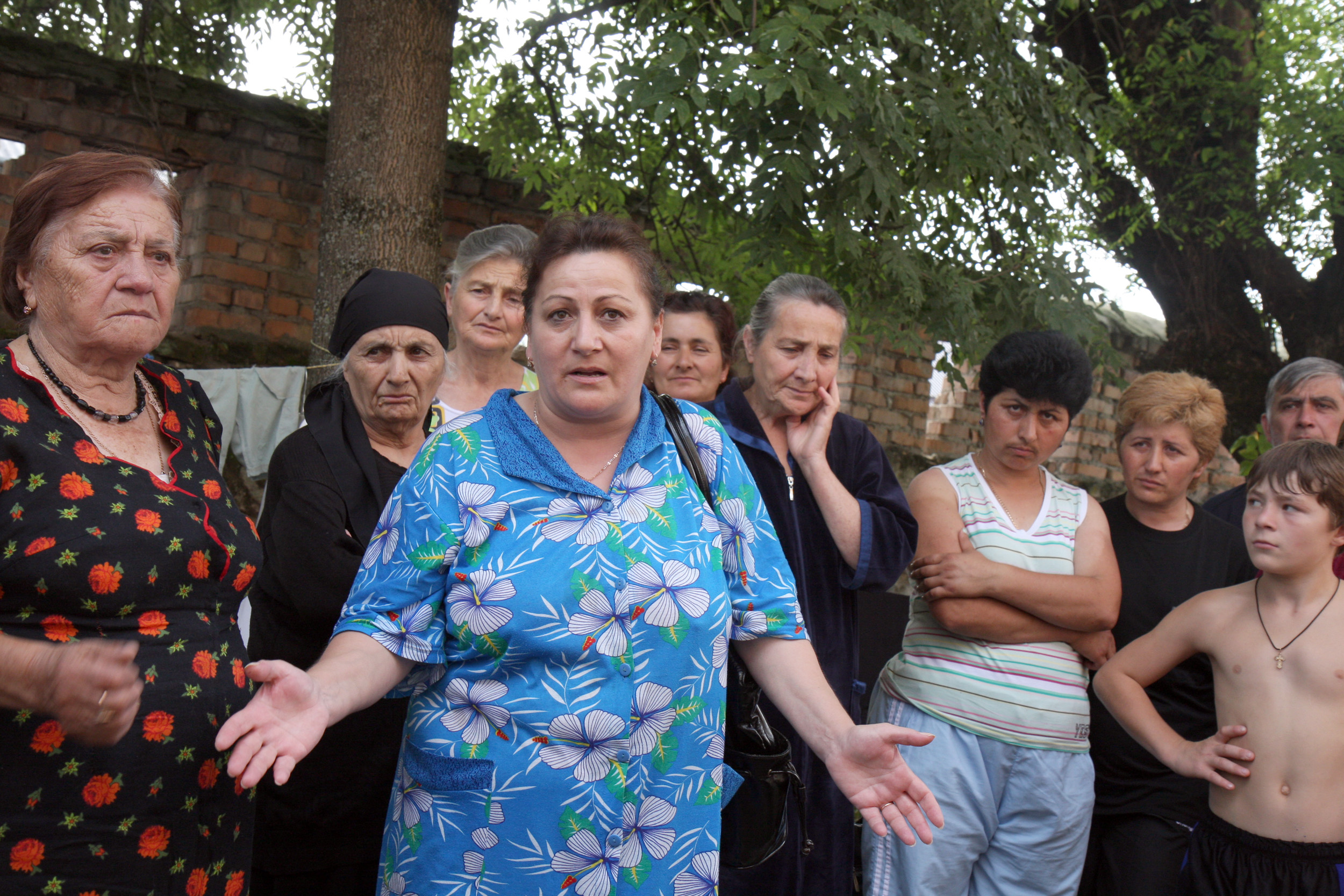
Uprchlíci z Jižní Osetie

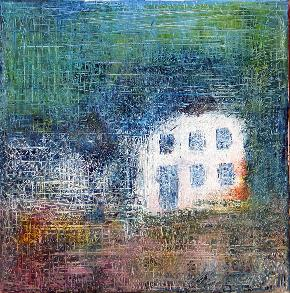
Dům ve vesnici, Jevstafjevův obraz

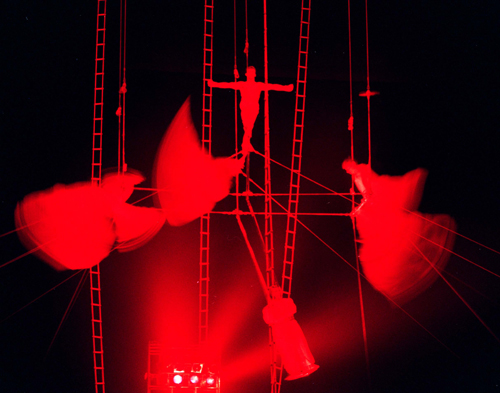
Ruský cirkus

Michail Jevstafjev (rusky: Михаил Александрович Евстафьев) (* 1963, Moskva) je současný ruský novinářský fotograf, malíř a spisovatel.

## Život a dílo
S malováním a fotografováním začal v raném věku. Jeho matka, babička i pradědeček byli sochaři, což velmi ovlivnilo jeho rozvoj.
V osmdesátých letech sloužil v Afghánistánu a je autorem románu s názvem Dva kroky od ráje (В двух шагах от рая), který se ve válce v Afghánistánu (1979–1989) odehrává.
Válkám a ozbrojeným konfliktům se věnuje i v současnosti. Dokumentuje události v Čečensku, Bosně, Černobylu, Jižní Osetii, Gruzii, Náhorním Karabachu, Podněstří a Tádžikistánu.
Díla Michael Evstafieva byly prezentovány na výstavách v Evropě, Číně, Rusku a USA. Jeho obrazy a fotografie jsou součástí sbírky Moskevského domu fotografie, v galerii Leica a v soukromých sbírkách v Rakousku, Spojeném království, Rusku, Spojených státech a Francii. Navštěvuje také moskevský festival profesionální dokumentární fotografie Interfoto.
Jeho práce byly publikovány v časopisech a novinách na světě a v různých knihách.